# Xanthorrhoea latifolia
Xanthorrhoea latifolia là một loài thực vật có hoa trong họ Thích diệp thụ. Loài này được (A.T.Lee) D.J.Bedford miêu tả khoa học đầu tiên năm 1986.